# Ricardo Cox
Ricardo Cox Méndez (Concepción, 14 de septiembre de 1870 - Santiago, 4 de mayo de 1952) fue un médico cirujano y político chileno de ideas conservador-nacionalistas. Durante su trayectoria política se desempeñó como ministro de Estado, diputado y senador.

## Biografía
Nació en Concepción, el 14 de septiembre de 1870. Sus padres fueron Guillermo Cox Bustillos y Loreto Méndez Urrejola.
Se casó, el 14 de agosto de 1898, con Teresa Balmaceda Zañartu y tuvieron diez hijos.
Hizo parte de sus estudios de humanidades en el Seminario de Concepción y los terminó en los Jesuitas de Santiago. Ingresó a la escuela de Medicina de la capital; se vio obligado a cortar sus estudios en 1891, por tener que prestar sus servicios a la causa de la revolución, ingresando en calidad de oficial al 7o. de Línea, encontrándose como tal en las batallas de Concón, Placilla y Viña del Mar. Salió herido en el combate, se retiró del Ejército después de marzo de 1892, como capitán de infantería, sin acogerse a los favores de la ley al respecto y, en 1895 vio coronado sus esfuerzos, obteniendo el título de Médico-Cirujano, el 17 de junio de dicho año; la tesis se tituló "Un caso historia epidémica"

## Trayectoria política
Por razones de familia tuvo que abandonar el ejercicio de su profesión, para atender sus intereses, dedicándose a la agricultura, desde 1895, en el Fundo Cucha Cucha de San Antonio. Al mismo tiempo que cuidaba a los suyos, en sus pertenencias campestres, le seducía el estudio de las ciencias, de la economía política, de las leyes, críticas religiosas, es decir, todo lo que fuese cultivo para su inteligencia. Y así la literatura y el periodismo fueron el palenque donde midió sus primeras armas el político conservador.
Fue autor de numerosos artículos que se publicaron en diversos diarios de la época y autor también, de algunas obras. "El Porvenir" y otras publicaciones cristianas, albergaron durante mucho tiempo artículos suyos, de propaganda, estudios y meditaciones científico-literarias. También colaboró en "La Unión" y "El Diario Ilustrado".
En discursos de asambleas políticas y en conferencias sociales, llamó la atención de su partido y, por primera vez, éste lo llevó a la Cámara, en el periodo 1906 a 1909, como diputado por Arauco, Lebu y Cañete; integró la Comisión Permanente de Instrucción Pública.
Reelecto diputado, pero por Santiago, periodo 1909-1912; continuó integrando la Comisión Permanente de Instrucción Pública; miembro de la Comisión Conservadora para el receso 1911-1912. Miembro también, de la Comisión Mixta de Presupuesto, 1910. En el año 1910, fue designado para representar a la Cámara en los festejos del Centenario argentino, en la comitiva que acompañó al presidente Pedro Montt en su visita a la capital del Plata. En la inauguración de la estatua de San Martín, en el pueblo de San Martín, el diputado puso a prueba su oratoria en dos memorables discursos.
Nuevamente reelegido diputado por Santiago, periodo 1912-1915; continuó integrando la Comisión Permanente de Instrucción Pública; miembro de la Comisión Conservadora para el receso 1912-1913.
Fue elegido en 1924, diputado por Victoria, Melipilla y San Antonio, periodo constitucional 1924-1927; integró la Comisión Permanente de Instrucción Pública y la de Corrección de Estilo. El Congreso fue disuelto, el 11 de septiembre del mismo año 1924, por decreto de la Junta de Gobierno.
Disuelto el Congreso, tomó activa participación en la campaña contra la reforma constitucional de 1925.
Cuando en el año 1906 se dividió el Partido Conservador (PCon), en los ardores de la campaña presidencial, publicó unas actas, por él redactadas, que fueron de resonancia.
Tomó siempre parte en los debates de interés público, siendo digna de admiración su actitud política: apoyar al gobierno constituido, por la buena marcha de los negocios públicos y la estabilidad ministerial. Así se lo vio defender, durante el Gobierno del Presidente Manuel Montt, el Préstamo a la Casa Granja. La buena defensa, bien basada y respetuosa a los dictados legales, le valió el voto de la Cámara favorable al ministro de Hacienda de la época, don Rafael Sotomayor.
Fue de importancia también, en la época, para la Iglesia y su partido, su campaña en defensa del Internuncio, tanto en la tribuna privada como en el recinto parlamentario, pues en las sesiones secretas y en las públicas, defendió con fuerza, dentro de sus creencias, la conducta del gobierno, mesurada y discreta, en la campaña citada.
En 1912, el Senado de la República, dio un voto adverso a la adquisición de artillería para el Ejército, siendo ministro el Sr. León Luco. En la Cámara de Diputados, el Sr. Cox Méndez con su recordada defensa al General Bari y su estudio comparativo de la adquisición de armamentos, puso término al incidente y salvó al ministro y el buen nombre de una de las instituciones armadas del país. En el año 1912, contribuyó también a que se despachase la ley de Electrificación de la 1ª. sección de los ferrocarriles, consecuente con la política de gobierno.
La participación que le cupo en la campaña en contra de las falsificaciones de las elecciones de Santiago en 1912, fue también destacada.
Fue ministro de Guerra y Marina entre diciembre de 1914 y junio de 1915, bajo la presidencia de Ramón Barros Luco.
Dentro de otras actividades, fue miembro de la Sociedad Científica de Chile; de la Sociedad Nacional de Agricultura, SNA; miembro de la Academia de Filosofía Tomás de Aquino; en 1928 fundó el Centro de Estudios Religiosos, del cual fue secretario. Administró también, fundos de su padre.
Fue socio y socio honorario del «Club de La Unión».
Falleció en Santiago, el 4 de mayo de 1952 a los 81 años.